# Wilfred Grenfell
Wilfred Grenfell Thomason (Parkgate, Cheshire, Inglaterra, 28 de febrero de 1865 - Charlotte, Vermont, EE. UU., 9 de octubre de 1940) fue un médico inglés misionero de Terranova y Labrador, Canadá. 

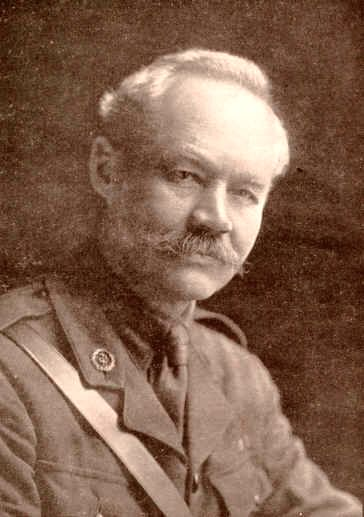
Sir Wilfred Grenfell Thomason.

## Biografía
Era hijo del Reverendo Algernon Sidney Grenfell, Director de la escuela Mostyn House, y de Jane Georgiana Hutchison. 

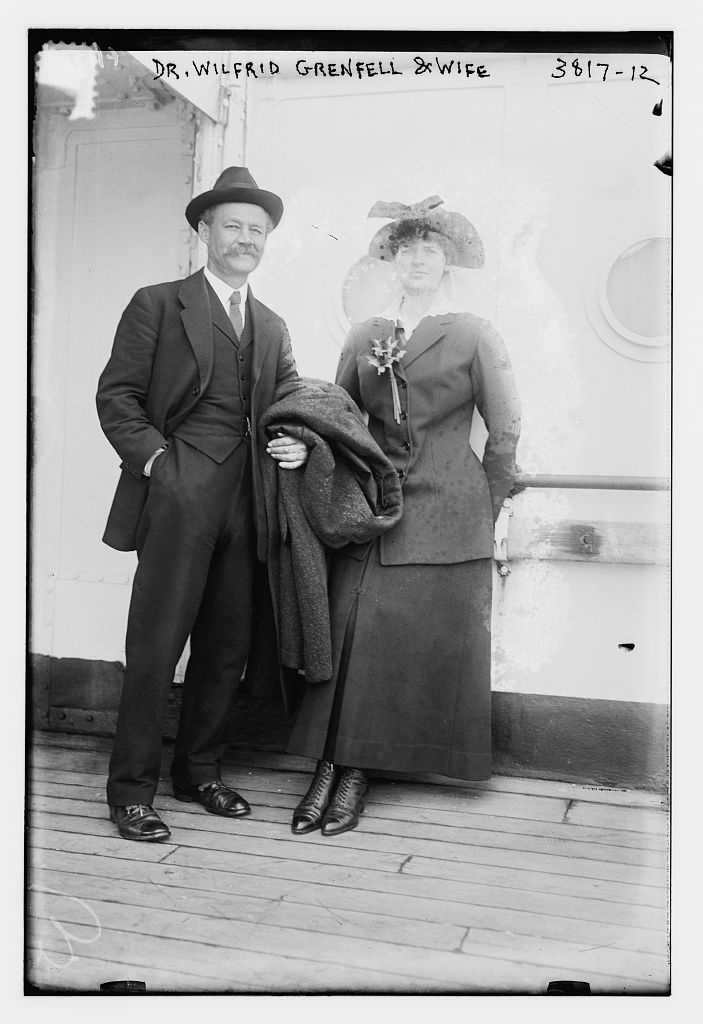
Wilfred Grenfell junto a su esposa.

Thomason, se mudó a Londres en el año de 1882. Luego comenzó a estudiar medicina en el Hospital Universitario de Londres, bajo la dirección de Sir Frederick Treves, graduándose en 1888, En la actualidad este hospital, es parte de Barts y la London School de Medicina y Odontología.
La Misión Nacional Real para los Pescadores de los mares profundos envió a Grenfell a Terranova en 1892 para mejorar la difícil situación de los habitantes de la costa y los pescadores. En 1893 Wilfred reclutó a dos enfermeras y dos médicos para los hospitales en Indian Harbour, Newfoundland y más tarde abrió hospitales cabaña junto a la costa de Labrador. La misión se expandió en gran medida excediendo su mandato inicial, y fundando una de las escuelas de desarrollo, un orfanato, cooperativas, proyectos de trabajo industrial y trabajo social. Aunque originalmente fundada para servir a los pescadores de la zona de la misión fue desarrollada para incluir a los pueblos aborígenes y los colonos a lo largo de las costas de Labrador y el lado oriental de la Gran Península del Norte del norte de Terranova. En reconocimiento a los muchos años de servicio en favor de los habitantes de estas comunidades más tarde Grenfell fue nombrado caballero.
En 1909 Grenfell se casó con Anne Elizabeth Caldwell MacClanahan, en Chicago, Illinois. Tuvieron tres hijos y se retiraron a Vermont después de su trabajo en Terranova.

## Fuente de inspiración literaria
Una figura única, Grenfell sirvió para inspirar al menos dos personajes de la literatura canadiense: Dr. Luke en la obra de Norman Duncans "El doctor Lucas del Labrador" (1904) y al Dr. Tocsin en la obra "Esquimal blanco" de Harold Horwood (1972).
En 1942 Genevieve Fox escribió una biografía de Grenfell para niños (escuela media superior). la misma fue publicada por la editorial Thomas Y. Crowell Co. El libro tuvo dos reimpresiones.
La siguiente declaración ha sido atribuida a él, pero no ha sido posible encontrarla en ninguno de sus libros: "El servicio que préstamos a los demás es realmente el alquiler que pagamos por nuestra estancia en esta tierra. Es obvio que el hombre es un viajero; que el propósito de este mundo no es "tener y poseer", sino "dar y servir". No puede haber otro significado".

## Asociación Internacional Grenfell
En 1914 la misión había ganado estatus internacional. Con el fin de gestionar su propiedad y de los asuntos, la International Grenfell Association, una sociedad misionera sin fines de lucro, fue fundada para apoyar el trabajo de Grenfell. La Asociación ha operado hasta el año 1981, como una organización no gubernamental. Tenía la responsabilidad de prestación de asistencia sanitaria y los servicios sociales en el norte de Terranova y Labrador. Después de 1981 una agencia gubernamental, la Junta Regional de Servicios de Salud de Grenfell, asumió la responsabilidad operativa. La Asociación Internacional de Grenfell, habiéndose desprendido de todas las propiedades y la responsabilidad operativa de la salud y los servicios sociales, los internados, hospitales y luego se convirtió en una asociación de apoyo a la concesión de becas y ayudas de financiación para la formación médica.

## Historical Society
La Sir Wilfred Grenfell Thomason Historical Society se constituyó en 1978. La sociedad compró la casa de Grenfell en St. Anthony, Terranova y Labrador. La casa ha sido restaurada como museo y los archivos. La Sir Wilfred Grenfell Thomason Historical Society con el apoyo del Gobierno Provincial y de la Asociación Internacional de Grenfell comenzó la construcción de un centro de interpretación en San Antonio, que fue inaugurado en 1997. Este servicio añadido a la casa existente y sirve para promover el legado a miles de visitantes cada año. El Centro de Interpretación Grenfell también es utilizado por otras organizaciones para reuniones y eventos. Una gran pantalla de interpretación se encuentra allí y proporciona antecedentes históricos que rodean la obra de Sir Wilfred Grenfell Thomason. 

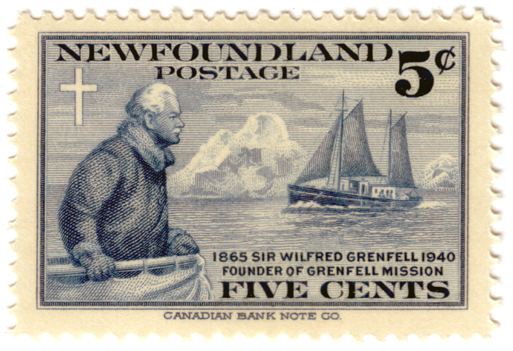
Estampaje de Wilfred Grenfell en los años de 1940.

## Grenfell Cloth
Como "Grenfell" fue nombrado un tejido de 600 hilos por pulgada de algodón egipcio creado por Walter Haythornthwaite.

## Veneración
Grenfell es honrado con un día festivo en el calendario litúrgico de la Iglesia Episcopal (EE. UU.) el 9 de octubre

## Muerte
Grenfell murió de una trombosis coronaria en Kinloch House en Charlotte, Vermont, el 9 de octubre de 1940. Sus cenizas fueron llevadas a San Antonio, donde fueron colocadas dentro de una pared de roca con vistas al puerto.

## Premios
- Compañero de la Muy Distinguida Orden de San Miguel y San Jorge - 1907
- Doctorado Honorario de Medicina, Universidad de Oxford - 1907 (primer título concedido)
- Premio Murchison, Royal Geographical Society - 1911 (otorgado por sus gráficos de Labrador)
- Caballería - 1927 (reconocimiento de la labor médica, educativa y social)
- Caballero Honorario Vitalicio, caballeros leales de la Mesa Redonda, Quinta Rango - 1928 (para un gran servicio a la humanidad)
- La inducción al Salón de la fama médico canadiense - 1997

En 1979, el Corner Brook campus de la Universidad Memorial de Terranova ha sido renombrado Sir Wilfred Grenfell Colegio en su honor. En 2010, tras un debate para cambiar el nombre de este campus, el nombre Grenfell Campus, la Universidad Memorial de Terranova fue elegido para reflejar los lazos del campus "con el espíritu del legado de Sir Wilfred Grenfell".

## Publicaciones
- Un Labrador Médico
- Labrador días
- Cuentos del Labrador
- La Aventura de la Vida
- A la deriva en un hielo-Pan
- Lo que la Biblia significa para mí
- Lo que Cristo significa para mí
- Lo que la Iglesia significa para mí
- "Abajo del Norte en el Labrador"